# Palazzo delle Miniere

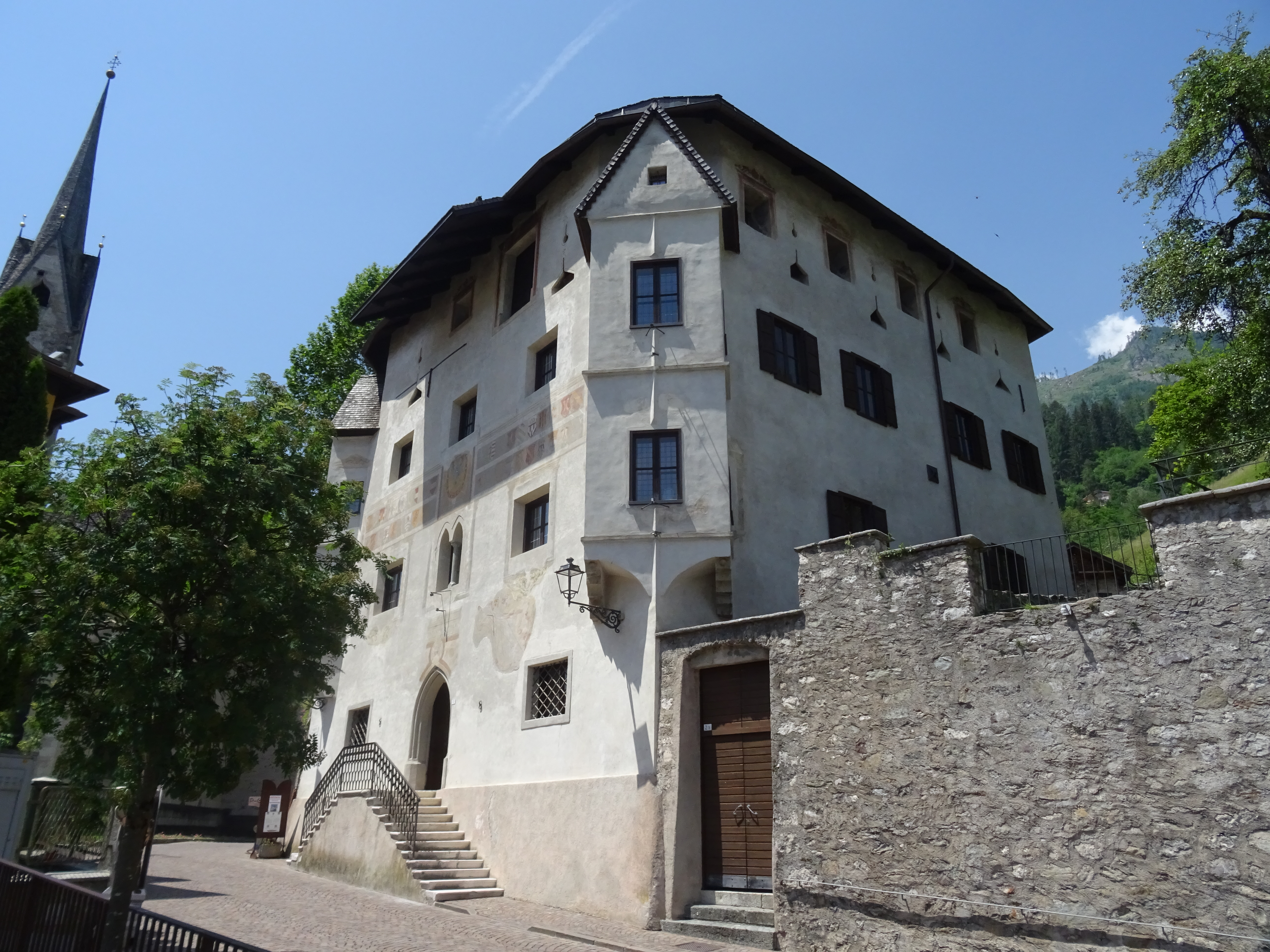
Palazzo delle Miniere

Der Palazzo delle Miniere, auch Palazzo del Dazio, ist ein altes Herrenhaus in Fiera di Primiero, einer Fraktion der Gemeinde Primiero San Martino di Castrozza im Trentino. 

## Geschichte

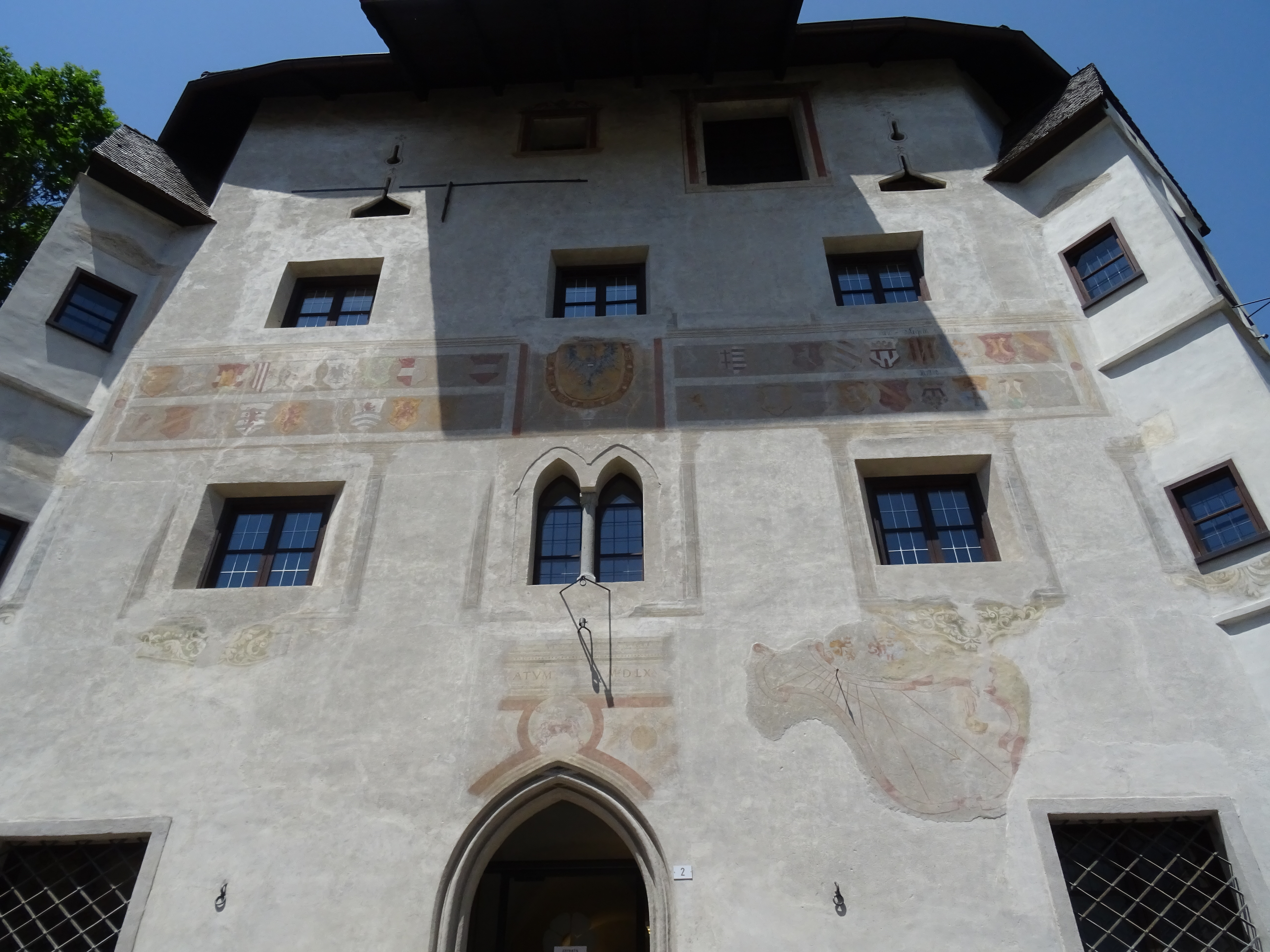
Fassade

Der Ort verdankt seine Entstehung, dem seit dem 14. Jahrhundert durch reiche Kupfer, Silber und Eisenvorkommen florierenden Bergbau und entwickelte sich bald zum Hauptort des gleichnamigen Tales. Das wehrhafte Gebäude aus der Zeit der Spätgotik wurde Mitte des 15. Jahrhunderts im Auftrag des Tiroler Landesfürsten Erzherzog Sigismund von Österreich-Tirol, als Sitz eines Berggerichts errichtet, das den Schutz und Aufsicht der dortigen Minen zur Aufgabe hatte, sowie die Aufbewahrung der bis zum Weitertransport nach Hall zwischengelagerten Erze. 1558 erfolgte ein Umbau im Stil der Renaissance. Später diente der Palazzo delle Miniere als Bezirkshauptmannschafts- und Gerichtsbezirksgebäude sowie Zoll-, Forst- und Standesamt. In jüngerer Zeit wurde das Anwesen umfassend saniert und beherbergt heute ein ethnografisches Volkskundemuseum mit Ausstellungen auf drei Stockwerken die u. a. die Geschichte des örtlichen Bergbaues und das Leben des österreichischen Ingenieurs Alois Negrelli von Moldelbe thematisieren.

## Beschreibung
Der wuchtige vierstöckige, fast kubische Bau besitzt an den Seiten zwei Erker. Die Außenfassade ist u. a. mit Wappenfresken und einer Sonnenuhr verziert. An dem Gebäude schließt seitlich eine Steinmauer mit Zinnen an. 